# Kyle Collins
Kyle Collins, né le 15 novembre 1988 à Leeds (Angleterre), est un footballeur international christophien, qui évolue au poste de milieu de terrain.

## Biographie

### Carrière en sélection
Le 2 juin 2008, il fait ses débuts en sélection pour affronter l'équipe du Belize de football, lors du premier tour des éliminatoires de la coupe du monde de football 2010 de la zone Amérique du Nord, Centrale et Caraïbes (score 3-1).